# Melodije morja in sonca 2017
37. Melodije morja in sonca so potekale 8. julija 2017 v Amfiteatru Avditorija Portorož. Vodila sta jih Lorella Flego in Mario Galunič. Umetniški vodja festivala je Slavko Ivančić.

## Javni razpis
Javni razpis je bil objavljen 3. marca 2017. Zbiranje pesmi je trajalo do 18. aprila. Pravila razpisa med drugim določajo, da:
- avtorji lahko prijavijo največ dve avtorski deli
- je skladba lahko dolga največ 4 minute in mora biti v slovenščini ali italijanščini
- na odru lahko nastopi največ 7 izvajalcev
- bodo skladbe izvedene v živo ob spremljavi MMS banda
- morajo vsi izvajalci do 7. julija dopolniti najmanj 16 let

Izborna komisija v sestavi Slavko Ivančić (predsednik komisije), Lada Tancer, Mojca Menart, Blaž Maljevac in Gregor Stermecki je 24. aprila 2017 izmed 56 prijav izbrala 14 tekmovalnih (7 ali več izbranih na razpisu (izbira strokovna komisija) in 7 ali manj povabljenih avtorjev oziroma izvajalcev, ki jih izbere Organizacijski odbor festivala) in 3 rezervne skladbe:
| #  | Izvajalec               | Naslov skladbe          | Avtorji glasbe, besedila in priredbe                   |
| -- | ----------------------- | ----------------------- | ------------------------------------------------------ |
| 1. | Vesna                   | Trenutek                | Tomaž Marič (gbp), Peter Ošlaj (gp), Vesna Potokar (b) |
| 2. | Anja Istenič            | Sonce                   | Anja Istenič (g), Samo Jezovšek (gp), Mateja Mohar (b) |
| 3. | Glasbena skupina Aliens | Po stari cesti do Kopra | Alen Mitrović (gb), Peter Bužanin (p)                  |

## Tekmovalne skladbe
| #   | Izvajalec                            | Naslov skladbe               | Avtorji glasbe, besedila in priredbe                     |
| --- | ------------------------------------ | ---------------------------- | -------------------------------------------------------- |
| 1.  | Prifarski muzikanti                  | Tako, kot je, je prav        | Aleš Klinar (gp), Leon Oblak (b), Miha Gorše (p)         |
| 2.  | The Woodlanders                      | Poletje                      | Tomaž Hostnik (gbp), The Woodlanders (p)                 |
| 3.  | Rok in Rokovnjači                    | Ob morju                     | Rok Lunaček (gbp), Blaž Hribar (gp)                      |
| 4.  | Igor Lija in Moni Kovačič            | Dober par                    | Igor Mikolič (gb), Aleš Lavrič (p)                       |
| 5.  | Francesco Squarcia                   | Potenza della musica         | Francesco Squarcia (gb), Aleksandar Valenčić (p)         |
| 6.  | Ema Sladič                           | Vse tja do sonca             | Alex Volasko (gbp)                                       |
| 7.  | Isaac Palma                          | Če te kdaj spustim iz rok    | Maj Vlašič (gp), Urša Vlašič (b), Matjaž Vlašič (p)      |
| 8.  | Anette                               | Moj dan                      | Raul Peica (gp), Anja Mlinar (gb), Jure Milavec (gp)     |
| 9.  | Daniel Rampre in Andreja Čamernik    | Za ljubezen sta potrebna dva | Tadej Vasle (gbp)                                        |
| 10. | Vivjana in Robert Vatovec Music Team | Addio, amore mio             | Robert Vatovec (g), Vlado Jeremič (b), Sašo Fajon (p)    |
| 11. | Aleksander Novak                     | Mesto rož                    | Aleksander Novak (gb), Jan Baruca (p)                    |
| 12. | Anika Horvat                         | Ruleta                       | Marino Legovič (g), Leon Oblak (b), Benjamin Vukovič (p) |
| 13. | Klepač in Gustinčič                  | Moje oči                     | Tomaž Klepač (gbp), Iztok Gustinčič (p), Jan Baruca (p)  |
| 14. | Gregor Ravnik                        | Med nama                     | Marko Hrvatin (g), L'Angelo (b), Sašo Fajon (p)          |

Izvajalce je v živo spremljal festivalski bend pod vodstvom Tomija Puriča.

## Nagrade
Veliko nagrado Melodij morja in sonca 2017 je prejel Isaac Palma za skladbo Če te kdaj spustim iz rok.
Nagrade strokovne komisije (Patrik Greblo (predsednik), Elza Budau, Marko Vuksanovič, Dajana Makovec in Alesh Maatko) so prejeli:
- za najboljšo izvedbo: Gregor Ravnik za skladbo Med nama,
- za najboljšo glasbo: Tomaž Klepač za skladbo Moje oči,
- za najboljše besedilo: Leon Oblak za skladbo Ruleta,
- za najobetavnejšega izvajalca ali avtorja (nagrada Danila Kocjančiča): Aleksander Novak s skladbo Mesto rož.

### Ločeni rezultati glasovanja za veliko nagrado MMS-a 2017
Glasovi strokovne žirije, 6 radijskih postaj (Radio Slovenija - 1. program, Radio Koper, Radio Celje, Murski val, Radio Maribor in Radio Kranj), občinstva v Avditoriju Portorož ter televizijskih gledalcev in radijskih poslušalcev.
| #   | Izvajalec (pesem)                                                | Žirija | Radio | Občinstvo | Telefon | Točke | Mesto |
| --- | ---------------------------------------------------------------- | ------ | ----- | --------- | ------- | ----- | ----- |
| 1.  | Prifarski muzikanti (Tako, kot je, je prav)                      | 5      | 1     | 10        | 12      | 28    | 3.    |
| 2.  | The Woodlanders (Poletje)                                        | 1      | 5     | 3         | 7       | 16    | 8.    |
| 3.  | Rok in Rokovnjači (Ob morju)                                     | 6      | 6     |           |         | 12    | 9.    |
| 4.  | Igor Lija in Moni Kovačič (Dober par)                            | 2      | 2     | 2         | 2       | 8     | 10.   |
| 5.  | Francesco Squarcia (Potenza della musica)                        |        |       | 1         |         | 1     | 12.   |
| 6.  | Ema Sladič (Vse tja do sonca)                                    | 3      | 3     | 5         | 6       | 17    | 7.    |
| 7.  | Isaac Palma (Če te kdaj spustim iz rok)                          | 12     |       | 12        | 10      | 34    | 1.    |
| 8.  | Anette (Moj dan)                                                 |        | 8     |           |         | 8     | 11.   |
| 9.  | Daniel Rampre in Andreja Čamernik (Za ljubezen sta potrebna dva) |        |       |           | 1       | 1     | 13.   |
| 10. | Vivjana in Robert Vatovec Music Team (Addio, amore mio)          |        |       |           |         | 0     | 14.   |
| 11. | Aleksander Novak (Mesto rož)                                     | 4      | 10    | 4         | 3       | 21    | 6.    |
| 12. | Anika Horvat (Ruleta)                                            | 10     | 12    | 8         | 4       | 34    | 2.    |
| 13. | Klepač in Gustinčič (Moje oči)                                   | 7      | 7     | 7         | 5       | 26    | 5.    |
| 14. | Gregor Ravnik (Med nama)                                         | 8      | 4     | 6         | 8       | 26    | 4.    |

## Revijalni program
Med glasovanjem so zazvenele melodije, ki v besedilih opevajo naše obmorske kraje. Na velikem festivalskem odru smo lahko v času glasovanju spremljali Alyo, ki je zapela zmagovalno skladbo MMS-a iz leta 1996 – Lahko noč, Piran. Slavko Ivančić je zapel skladbo Solinar, Domen Kumer se je predstavil s svojo zmagovalno skladbo iz MMS-a 2005 Do Portoroža, Steffy nas je pobožala s skladbo Sonce sije na Portorož, Gašper Rifelj se je nato s skladbo odpravil Z Goričkega v Piran in ne nazadnje je bil tu še Žiga Rustja s skladbo Portorož, 1905.

## Gledanost
Melodije morja in sonca 2017 je spremljalo 8,1 % oziroma 151.900 gledalcev, starejših od štirih let. Pri tem je oddaja dosegla 34 % delež gledalcev televizije v času oddaje.